# Effetti personali (film)
Effetti personali è un film per la televisione del 1983 diretto da Giuseppe Bertolucci e Loris Mazzetti.

## Trama
La storia è incentrata attorno a un uomo (Benigni) che parla di ideali politici nel pieno della Seconda guerra mondiale.